# إيفان رانكين
إيفان رانكين (بالإنجليزية: Evan Rankin)‏ هو لاعب هوكي الجليد أمريكي، ولد في 28 مارس 1986 في بورتاغ في الولايات المتحدة.

## وصلات خارجية
- إيفان رانكين على موقع دوري الهوكي الوطني (الإنجليزية)
- إيفان رانكين على موقع EliteProspects.com (الإنجليزية)
- إيفان رانكين على موقع HockeyDB.com (الإنجليزية)